# Liste der Kulturdenkmale in Dorfchemnitz
In der Liste der Kulturdenkmale in Dorfchemnitz sind die Kulturdenkmale der sächsischen Gemeinde Dorfchemnitz verzeichnet, die bis September 2024 vom Landesamt für Denkmalpflege Sachsen erfasst wurden (ohne archäologische Kulturdenkmale). Die Anmerkungen sind zu beachten.
Diese Aufzählung ist eine Teilmenge der Liste der Kulturdenkmale im Landkreis Mittelsachsen.

## Dorfchemnitz
| Bild                                    | Bezeichnung | Lage                               | Datierung | Beschreibung | ID       |
| --------------------------------------- | --- | ---------------------------------- | --- | --- | -------- |
| Weitere Bilder                          | Kirche mit altem Kirchhof, Einfriedungsmauer und Kirchhofstor sowie Grufthaus und sieben Grabmale, dazu die Kastanienreihe am Marienweg (westlich des Kirchhofs) | Am Kirchberg (Karte)               | 1539 (Kirche); wohl 16. Jahrhundert (Kruzifix); wohl 18. Jahrhundert (Einzelfigur); Anfang 19. Jahrhundert (Kanzelaltar); 1852 (Taufe) | Saalkirche, verputzter Bruchsteinbau mit dreiseitigem Chorschluss, Rundbogenfenster, Walmdach, ortsbildprägendes Ensemble von baugeschichtlicher und ortsgeschichtlicher Bedeutung. Geschlossene Anlage oberhalb des Dorfes, fast wehrhaft wirkend. - auf dem alten Kirchhof Grufthaus der Rittergutsfamilie von Hartitzsch: im Inneren zehn Grabsteine, 16./17. Jahrhundert - alter Kirchhof: Einfriedung Bruchsteinmauerwerk, überdachtes Kirchhofstor - Grabmale: - 1. Grabmal mit Vasenaufsatz, Sandstein, 1. Hälfte 19. Jahrhundert - 2. Grabmal Gottfried Augustin Glos, Sandstein, bezeichnet mit 1766 - 3. barockes Grabmal mit zwei Puttenköpfen im oberen Bereich, Sandstein, 18. Jahrhundert - 4. Grabmal mit Kreuz für ... Friedrich Walther, Sandstein, 1. Hälfte 19. Jahrhundert - 5. Grabmal Nicolas Böhm, barockes Sandsteingrabmal mit Engelskopf als oberen Abschluss, bezeichnet mit 1621 - 6./7. die beiden Eisenkreuze für ehemalige Pfarrer, 19. Jahrhundert | 09247539 |
| Direkt Bild zu diesem Denkmal hochladen | Kriegerdenkmal für die Gefallenen des Deutsch-Französischen Krieges 1870/71                                                                                      | Am Kirchberg (Karte)               | Nach 1870 | Ortshistorisch bedeutsam. Einfacher Stein mit Inschrift, teilweise zerstört. | 09247540 |
| Direkt Bild zu diesem Denkmal hochladen | Steinbogenbrücke über den Chemnitzbach | Am Kirchberg (Karte)               | Bezeichnet mit 1850 | Sehr gut erhaltene Bogenbrücke mit gemauerten und verputzten Wangen, baugeschichtlich von Bedeutung. Einbogig, Bruchstein verputzt mit Geländer und Uferbefestigung, die Jahreszahl eingeritzt am Geländer, ohne bauliche Veränderungen. | 09247556 |
| Weitere Bilder                          | Altes Herrenhaus (Nr. 5), Neues Herrenhaus (Nr. 4), Scheune, Seitengebäude und Mauer zum Kirchhof des ehemaligen Rittergutes                                     | Am Kirchberg 4, 5 (Karte)          | Um 1640 (Altes Herrenhaus); um 1800 (Gutsscheune und Seitengebäude); bezeichnet mit 1818 (Neues Herrenhaus)                            | Ortshistorisch bedeutsames Gebäudeensemble, in sehr gutem Originalzustand, von ortsgeschichtlich großer Bedeutung. - Altes Herrenhaus: eingeschossiger Bruchsteinbau an der Hofseite, Krüppelwalmdach, mehrgeschossige Keller mit Kreuzgratgewölben, auch in der Wohnetage Kreuzgratgewölbe stark gestelzt mit erhaltener Ausmalung, heute das Dach einsturzgefährdet, Haus leer stehend - Neues Herrenhaus: zweigeschossiger Bruchsteinbau, verputzt, mit großen Rechteckfenstern, Satteldach, an einer Seite abgewalmt, seitlich angeordnet polygonaler Treppenhausturm, dort Türportal mit Lorbeerkranz sowie Wappen, bezeichnet mit „IG.Av.H 1818“, innen gewendelte Holztreppe sowie Rahmenfüllungstüren - Scheune: eingeschossiger Bruchsteinbau verputzt, mit großen Holztoren, kleinere Türöffnungen mit Natursteingewänden eingefasst, hohes Krüppelwalmdach - Stallgebäude: gegenüber dem Herrenhaus stehend, Bruchsteinbau mit Ziegeln ausgeflickt, verputzt, eingeschossig, Krüppelwalmdach, Stallfenster verändert, Gebäude ist als Teil der Gesamtanlage denkmalwürdig                                                         | 09247537 |
| Direkt Bild zu diesem Denkmal hochladen | Pfarrhaus sowie Reste der Einfriedungsmauer mit Torbogen | Am Kirchberg 7 (Karte)             | Bezeichnet mit 1727 | Landschaftsprägendes Bauensemble, in sehr gutem Originalzustand, baugeschichtlich und ortsgeschichtlich von Bedeutung. - Pfarrhaus: zweigeschossiger verputzter Massivbau mit Kreuzstockfenstern, zwei Stichbogenportale mit schönen verzierten Schlusssteinen, beide Schlusssteine bezeichnet mit 1727, profiliertes Kranzgesims, Satteldach geschweift mit Aufschüblingen, Giebel verbrettert, Stallteil mit Vergitterung, in der Eingangshalle Kreuzgratgewölbe - Torbogen: großer rundbogiger Torbogen, Bruchstein verputzt, mit Holztor, anschließend Bruchsteinmauerrest der Einfriedung Scheune (langgestreckter Fachwerkbau, verbrettert, Satteldach, Bruchsteinsockel, der hintere Teil Bruchsteinmauerwerk) vor 2014 abgerissen. | 09247536 |
| Direkt Bild zu diesem Denkmal hochladen | Häuslerhaus | Buchleite 5 (Karte)                | Nach 1800 | Obergeschoss Fachwerk, kleines traditionelles Wohnstallhaus in sehr gutem Originalzustand, baugeschichtlich von Bedeutung. Zweigeschossig, Erdgeschoss massiv, Sockel Klinker, Fachwerkobergeschoss teilweise verkleidet und verziert, Fenstergrößen beibehalten, Satteldach, hintere Traufseite massives Obergeschoss. | 09247557 |
| Direkt Bild zu diesem Denkmal hochladen | Wegesäule | Geleitstraße (Karte)               | 1840 | Verkehrsgeschichtlich und ortsgeschichtlich bedeutsam. Einfacher Stein teilweise mit Abplatzungen, auf der nordöstlichen Seite bezeichnet mit „Nach Mulda 3/4 Std.“, auf der nordwestlichen Seite mit „Dorfchemnitz Std. 1840“, Sandstein, quadratischer Grundriss, pyramidaler Abschluss. | 09247598 |
| Direkt Bild zu diesem Denkmal hochladen | Wegesäule | Geleitstraße (Karte)               | 1845 | Verkehrsgeschichtlicher Wert. Aufrechter Obelisk mit Inschriften „Nach Clausnitz, Nach Mulda, 1845, Nach Dittersbach“, im unteren Teil eingeritzte Quadrate. | 09247534 |
|                                         | Wohnstallhaus | Hauptstraße 1 (Karte)              | Um 1800 | Fachwerkhaus von städtebaulichem und baugeschichtlichem Wert. Erdgeschoss massiv, Fachwerkobergeschoss mit Eckstreben, Satteldach, Giebeldreieck verbrettert, das Haus ist giebelseitig verlängert in traditioneller Bauweise, guter Originalzustand, städtebaulich wichtig auf Grund der Lage unmittelbar am Ortseingang. | 09247560 |
| Direkt Bild zu diesem Denkmal hochladen | Wohnstallhaus | Hauptstraße 4 (Karte)              | 1. Hälfte 19. Jahrhundert | Obergeschoss Fachwerk verbrettert, von baugeschichtlichem und städtebaulichem Wert durch die Lage unmittelbar an der Hauptstraße. Zweigeschossig, Erdgeschoss massiv, Stallteil erhalten, kleine, regelmäßig angeordnete Fenster, Satteldach, im Stallbereich an der vorderen Traufseite massiver Anbau mit Garage ohne Denkmalwert sowie weiterer verbretterter Anbau, auf Grund des städtebaulichen Wertes denkmalwürdig. | 09247559 |
| Direkt Bild zu diesem Denkmal hochladen | Wohnhaus mit angebauter Scheune | Hauptstraße 8 (Karte)              | Vor 1800 | Wohnhaus Obergeschoss Fachwerk verkleidet, Giebel verbrettert, Scheune verbretterte Holzkonstruktion, baugeschichtlich und wirtschaftsgeschichtlich von Bedeutung. - Wohnhaus: zweigeschossig, mit Stallteil, teilweise vermutlich Fenstergewände erhalten, Fachwerkobergeschoss verbrettert bzw. durch Wärmedämmung verkleidet, sehr kleine Fenster, Fachwerk erhalten, vermutlich nur Brustriegel, Giebel verbrettert, traufseitiger Anbau, Satteldach - angebaute Scheune: vermutlich eingeschossig, Drempel, Fachwerk verbrettert, Satteldach, direkt an der Straße liegend, die alte Hausstruktur vollständig erhalten, lediglich vom Aussehen durch das Verputzen des Obergeschosses verändert | 09247558 |
| Direkt Bild zu diesem Denkmal hochladen | Wohnhaus und Stuhlfabrik einschließlich technischer Ausstattung (Schneidemühle, ehemalige Stuhlfabrik Ruscher)                                                   | Hauptstraße 10 (Karte)             | Vor 1900 (Stuhlfabrik); um 1910 (Wohnhaus)                                                                                             | Ehemalige Schneidemühle mit Fabrikgebäude, später Stuhlfabrik „'Hermann Ruscher“, ursprünglich kleinere holzverarbeitende Fabrik, traditionelle Putzbauten in gutem Originalzustand, baugeschichtlich von Bedeutung. - Wohnhaus: zweigeschossig, Erdgeschoss massiv verputzt, flach geneigtes Satteldach, im Erdgeschoss waagerechte Fensterverdachung und Segmentbogenverdachung, seitlich Vorbau mit Haustür, schlichte traditionelle Fassadengestaltung, Putz, Fenstergliederung und Anordnung Fenster original aus der Bauzeit - Hintergebäude: Winkelbau, teilweise eingeschossig und zweigeschossig, massiv verputzt, Satteldach, ehemaliges Fabrikgebäude Schneidemühle/Stuhlfabrik Kraftantrieb mittels Wasserkraft, Mühlgraben-Nutzung zusammen mit dem benachbarten Eisenhammer (Mühlgraben dort erfasst, vgl. 09247562 – Hauptstraße 11). | 09247561 |
| Direkt Bild zu diesem Denkmal hochladen | Reste eines Sühnekreuzes | Hauptstraße 11 (Karte)             | 1659 | Ursprünglicher Standort im Waldstück „die Grüne“, heute umgesetzt in das Gelände des Eisenhammers, Stein zum Gedenken an die Ermordung eines Fuhrmannes, ortsgeschichtlich von Bedeutung | 09247569 |
| Weitere Bilder                          | Eisenhammer mit Hammerwerksgebäude einschließlich technischer Ausstattung, Hammerherrenhaus sowie Mühlgraben einschließlich Wehr                                 | Hauptstraße 11 (Karte)             | 1567 (Hammerwerksgebäude); um 1900 (Hammerherrenhaus)                                                                                  | Authentisch erhaltenes Ensemble von großer industriegeschichtlicher, ortsgeschichtlicher und technikgeschichtlich Bedeutung. - Wohnhaus: als Herrenhaus bezeichnet, ursprünglich Wohnhaus des Hammerwerksbesitzers, zweigeschossig, Erdgeschoss massiv, Fachwerkobergeschoss verbrettert, flach geneigtes Satteldach, mit verziertem Leergespärre und verzierten Pfettenköpfen, im Erdgeschoss Fensterläden und Segmentbogenfenster - Hammergebäude: eingeschossiger verputzter Massivbau mit Satteldach sowie nachträglich erneuertem oberschlächtigem Wasserrad sowie Wasserzuleitung, 1567 erbaut, 1844 Dachstuhl abgebrannt und erneuert, die zwei Hammer aus der Erbauungszeit, unterer Bereich des ehemaligen Hochofens aus der Erbauungszeit, 1844 zum Schmiedefeuer umgebaut, Öffnung und Kamin, seit 1. Mai 1969 Museum, bis 1933 in Betrieb als Eisenhammer, letzter Eigentümer Willi Münzner, Mühlgraben mit Wehr (jenes in der Wehrdatenbank des SMUL, Wehr-ID 2463, festes Wehr), Grabenwasser beaufschlagte zugleich Wasserrad bzw. später Turbine der benachbarten Schneidemühle/Stuhlfabrik (vgl. 09247561 – Hauptstraße 10) | 09247562 |
| Direkt Bild zu diesem Denkmal hochladen | Häuslerhaus | Hauptstraße 17 (Karte)             | Nach 1800 | Schlichtes, traditionelles verbrettertes Fachwerkwohnhaus, baugeschichtlich und städtebaulich von Bedeutung. Erdgeschoss massiv, Stallteil verändert, Fenstergewände und Türgewände nicht erhalten, Fachwerkobergeschoss verbrettert, die Fenster vergrößert, daher möglicherweise leichte Eingriffe in das Fachwerk, flach geneigtes Satteldach, unmittelbar an der Straße liegend, als Teil der traditionellen Häuslerhausbebauung von städtebaulicher Bedeutung. | 09247555 |
| Direkt Bild zu diesem Denkmal hochladen | Häuslerhaus mit integriertem Wirtschaftsteil | Hauptstraße 42 (Karte)             | 1. Hälfte 18. Jahrhundert | Traditionelles Fachwerkhaus in gutem Originalzustand, baugeschichtlich und städtebaulich von Bedeutung. - Häuslerhaus: zweigeschossig, Erdgeschoss massiv unterfahren, Fachwerkobergeschoss, strebenreich, mit einem Brustriegel, sehr kleinen Fenstern - angebauter Scheunenteil: Satteldach, winkelförmiger Anbau, Giebeldreieck verbrettert Das Haus ist in seiner Struktur, Anordnung und Raumgröße unverändert erhalten, am originalen Standort eines der wenigen gut erhaltenen Häusleranwesen im Ort. | 09247550 |
| Direkt Bild zu diesem Denkmal hochladen | Häuslerhaus | Hauptstraße 44 (Karte)             | Um 1800 | Traditionelles, baulich leicht verändertes Fachwerkwohnhaus, von städtebaulichem und baugeschichtlichem Wert. Zweigeschossig, Erdgeschoss massiv, stärker verändert, mit neuerem Putz aus den 1950er Jahren, Fachwerkobergeschoss, verbrettert, Fenster leicht vergrößert, im Wesentlichen aber die Fachwerkstruktur vermutlich erhalten, Satteldach, ohne Anbau, mit Hauptstraße 42 Ensemble bildend, daher städtebauliche Bedeutung wichtig. | 09247551 |
| Direkt Bild zu diesem Denkmal hochladen | Wohnhaus und Scheune eines Häusleranwesens | Hauptstraße 47 (Karte)             | Nach 1800 (Häusleranwesen); um 1900 (Scheune)                                                                                          | Wohnhaus Obergeschoss Fachwerk verbrettert, landschaftstypisches Bauensemble von baugeschichtlicher und städtebaulicher Bedeutung, heute Erzgebirgische Holzwerkstatt „Gernegross“. - Wohnhaus: zweigeschossig, Erdgeschoss massiv, Stallteil heute nicht mehr erhalten, Fachwerkobergeschoss verbrettert, an der rückwärtigen Traufseite nachträglicher massiver Anbau ohne Denkmalwert, Fachwerk an dieser Stelle massiv ersetzt, flach geneigtes Satteldach, von der Straßenseite wichtig, da dort zwei Fachwerkgiebel und eine Traufseite gut erhalten sind und das Straßenbild maßgeblich geprägt wird - Scheune: giebelständig zur Straße stehend, eingeschossig mit Drempel, Fachwerk verbrettert, Satteldach | 09247552 |
| Direkt Bild zu diesem Denkmal hochladen | Häuslerhaus | Hauptstraße 51 (Karte)             | Um 1800 | Traditionelles Fachwerkhaus in gutem Originalzustand, städtebaulich und baugeschichtlich von Bedeutung. Zweigeschossig, Erdgeschoss massiv, alte Struktur, Putz und Fassadengliederung erhalten, Stalltür ebenfalls erhalten, aber Stallfenster verändert, Fachwerkobergeschoss mit Eckstreben, Giebel verbrettert, Satteldach, keine wesentlichen Veränderung am Gebäude, Fensteranordnung und -größe beibehalten, wichtig auf Grund der Lage unmittelbar an der Hauptstraße. | 09247553 |
| Direkt Bild zu diesem Denkmal hochladen | Wohnhaus | Hauptstraße 56 (Karte)             | Um 1905 | Im Schweizer Stil errichtetes städtisches Wohnhaus in sehr gutem Originalzustand, baugeschichtlich und städtebaulich von Bedeutung. Zweigeschossig, Putzbau, Fenster durch einfache Fenstergewände eingefasst, Türportal mit Rundbogen, Graupelputz, eine Straßenseite im Erdgeschoss mit Rundbogenfenstern, Fenster mit gesprossten Oberlichtern (vorbildgerecht erneuert), mehrere Giebel mit Zierfachwerk und Verbretterungen, Satteldach, großer Dacherker, an der anderen Hausseite Holzveranda mit farbigen Glasfenstern, sehr guter Originalzustand ohne wesentliche Beeinträchtigungen. | 09247547 |
| Direkt Bild zu diesem Denkmal hochladen | Denkmal für die Gefallenen des Ersten Weltkrieges | Hauptstraße 56 (gegenüber) (Karte) | Nach 1920 | Ortsgeschichtliche Bedeutung. Schlichter grabsteinartiger Stein mit eingeritzter und aufgesetzter Schrift sowie Darstellung des knienden Kriegsgottes von Fackeln flankiert. | 09247548 |
| Direkt Bild zu diesem Denkmal hochladen | Nordöstliches Wohnstallhaus eines Dreiseithofes | Hauptstraße 62 (Karte)             | Um 1800 | Gut erhaltenes Fachwerkhaus von baugeschichtlichem Wert. Zweigeschossig, längsrechteckiger Grundriss, Erdgeschoss massiv mit Garageneinbau im Stallbereich, Fachwerkobergeschoss, regelmäßiges Fachwerk mit eckigem Giebel, Satteldach, Giebel verkleidet, vermutlich innen mit Wärmedämmung, keine wesentlichen Bauveränderungen, daher baugeschichtlich bedeutsam. | 09247545 |
| Direkt Bild zu diesem Denkmal hochladen | Wohnstallhaus, Scheune und Schuppen eines Bauernhofes | Hauptstraße 93 (Karte)             | Um 1800 (Wohnstallhaus); um 1900 (Scheune und Schuppen)                                                                                | Wohnstallhaus Obergeschoss Fachwerk, Scheune verbretterte Holzkonstruktion, Hofanlage mit baugeschichtlicher und ortsbildprägender Bedeutung. - Wohnstallhaus: Erdgeschoss massiv, vermutlich Bruchstein verputzt, einfaches Türportal, Fachwerkobergeschoss mit Eckstreben, regelmäßiges Fachwerk, Satteldach - Scheune: zweigeschossig, Fachwerk verbrettert bzw. verkleidet, Satteldach - Schuppen: Erdgeschoss massiv, Drempelgeschoss mit Fachwerk und Verbretterung, flach geneigtes Satteldach, vermutlich ehemaliger Schweinestall, preußisches Kappengewölbe im Stall | 09247533 |
| Direkt Bild zu diesem Denkmal hochladen | Südwestliches Torhaus mit angebautem Seitengebäude eines Vierseithofes                                                                                           | Hauptstraße 105 (Karte)            | Um 1800 | Das Ortsbild wesentlich prägendes Torhaus in Fachwerkbauweise, baugeschichtlich bedeutsam. Zweigeschossig, Erdgeschoss massiv mit großem, zweiflügeligem Holztor, Fachwerkobergeschoss mit schöner Verschindelung, steiles leicht geschweiftes Satteldach, Torhaus im Winkel mit dem Seitengebäude zusammengebaut, dort im Erdgeschoss Stall, im Obergeschoss Bergeräume, Erdgeschoss massiv Bruchstein- oder Ziegelmauerwerk verputzt, Fachwerkobergeschoss verbrettert, hofseitig großer Schauer, Satteldach. Die restlichen Häuser des Hofes sind nicht denkmalgeschützt auf Grund ihrer baulichen Veränderungen. | 09247527 |
| Direkt Bild zu diesem Denkmal hochladen | Häuslerhaus | Hauptstraße 106 (Karte)            | Um 1800 | Original erhaltenes Fachwerkhaus von baugeschichtlicher und ortsbildprägender Bedeutung. Zweigeschossig, Erdgeschoss massiv verputzt leicht verändert mit zu großen Fenstern, heute kein Wohnstallhaus mehr, Obergeschoss Fachwerk mit Eckstreben und Tür im Obergeschoss, teilweise verbrettert, ebenso Giebel verbrettert, hintere Traufseite mit winkelförmigem Anbau, flachgeneigtes Satteldach, Haus ohne wesentliche Veränderungen, Fenstergliederung und Fenstergröße im Obergeschoss beibehalten. Unmittelbar an der Hauptstraße stehend, prägt daher das Straßenbild wesentlich. | 09247526 |
| Direkt Bild zu diesem Denkmal hochladen | Häuslerhaus mit westlich angebautem Keller | Hauptstraße 120 (Karte)            | Um 1700 | Gut erhaltenes Fachwerkhaus, baugeschichtlich von Bedeutung. Zweigeschossiges Fachwerkhaus mit massivem Erdgeschoss, Fachwerkobergeschoss mit aufgeblatteten Kopfstreben, Satteldach, Giebeldreiecke verbrettert, an der einen Haushälfte angebaut, Keller mit segmentbogenförmigem Eingang und verbrettertem Obergeschoss, Fenster dort leicht vergrößert. | 09247524 |
| Direkt Bild zu diesem Denkmal hochladen | Häuslerhaus | Hauptstraße 126 (Karte)            | Um 1800 | Traditionelles Wohnstallhaus in Fachwerkbauweise, in gutem Originalzustand, baugeschichtlich von Bedeutung. Zweigeschossig längsrechteckiger Grundriss, Erdgeschoss massiv Bruchstein (Stallteil und Scheunenteil), Obergeschoss Fachwerk verbrettert mit (Wohn- und Wirtschaftsteil), Fachwerk-Eckstreben, flach geneigtes Satteldach, angebauter Keller: Erdgeschoss Bruchstein, Obergeschoss Fachwerk verbrettert mit Pultdach, sogenanntes Eindachgehöft, in dem der Wohn-, Stall- und Scheunenteil unter einem Dach vereint sind, im Obergeschoss befinden sich Kammern, Wohnräume sowie Bergeraum, Bergeraum im Obergeschoss mit Brettertür. | 09247525 |
| Direkt Bild zu diesem Denkmal hochladen | Östliches, vermutlich ehemaliges Wohnstallhaus eines Vierseithofes (heute Seitengebäude)                                                                         | Hauptstraße 132 (Karte)            | 2. Hälfte 18. Jahrhundert | Leicht verändertes, traditionelles Fachwerkhaus, teilweise verkleidet, baugeschichtlich von Bedeutung. Zweigeschossig, gedrungen, längsrechteckig, Erdgeschoss massiv mit großen Garageneinbauten, Fachwerkobergeschoss strebenreich, regelmäßig, an der Traufseite des Hofes verschlagen, ortsbildprägender Giebel, das Giebeldreieck mit Verschindelung, steiles Satteldach, die Raumstruktur im Inneren komplett erhalten, im Obergeschoss eine Stube, die sogenannte „gute Stube“ mit schöner Stuckdecke aus der 2. Hälfte des 18. Jahrhunderts erhalten, Kehlbalkendach mit doppelt liegendem Stuhl, das Haus ist heute in zwei Hälften aufgeteilt, Hofansicht stark beeinträchtigt, aber Baustruktur noch erhalten. | 09247523 |
| Direkt Bild zu diesem Denkmal hochladen | Westliches Wohnstallhaus eines ehemaligen Dreiseithofes | Hauptstraße 137 (Karte)            | Um 1800 | Traditionelles Fachwerkhaus in gutem Originalzustand von baugeschichtlichem Wert. Zweigeschossig, längsrechteckiger Grundriss, Erdgeschoss massiv vermutlich Bruchstein verputzt, Obergeschoss Fachwerk mit einfachen Streben, alle Verbindungen gezapft, steiles Satteldach, beide Giebel verbrettert, im Stallbereich und im Erdgeschossbereich leichte Veränderungen, die Tür- und Fenstergewände nicht mehr erhalten, im Obergeschoss die Fenster verbreitert ohne das Fachwerk zu verändern, die Seitengebäude heute nicht mehr erhalten. | 09247522 |
| Weitere Bilder                          | Südwestliches Wohnstallhaus und angebautes Seitengebäude sowie Einfriedungsmauer mit zwei Torbögen eines Dreiseithofes                                           | Kammstraße 1 (Karte)               | Bezeichnet mit 1811 (Wohnstallhaus); bezeichnet mit 1812 (Torbögen)                                                                    | Beide Gebäude mit Fachwerk im Obergeschoss, baugeschichtlich und ortsbildprägend von Bedeutung. - Wohnstallhaus: an der Hauptstraße stehend, das Straßenbild maßgeblich prägend, Erdgeschoss massiv, mit schönem Stichbogenportal und Schlussstein, bezeichnet mit 1811, verputzt, Fachwerkobergeschoss mit regelmäßigem Fachwerk mit gezapften Streben, profiliertes Kranzgesims, Satteldach, nachträglich zweireihig angeordnete Schleppgaupen mit Pultdach - winkelförmig angebautes Seitengebäude: vermutlich ehemaliges Stallgebäude mit Stichbogenportal und Schlussstein vermutlich bei der Rekonstruktion erneuert, Fachwerk mit Eckstreben, Satteldach und Gaupen ebenfalls nachträglich - zwei Torbögen: vermutlich um 1995 erneuert, die Prellsteine sowie der Schlussstein erhalten, bezeichnet mit „TLK 1812 No 20“, beide Torbögen neu gebaut unter Einbeziehung alter Bauteile, zweiter Torbogen mit Schlussstein „TLK 1812 No 0“ | 09247531 |
| Direkt Bild zu diesem Denkmal hochladen | Wohnhaus | Kammstraße 2 (Karte)               | Um 1900 | Vermutlich ursprünglich zum Hof Kammstraße 1 gehörendes traditionelles Fachwerkhaus in gutem Originalzustand, baugeschichtlich von Bedeutung. Zweigeschossig, Erdgeschoss massiv mit Garage und segmentbogenförmigen Fenstern, Fachwerkobergeschoss mit Verbretterung, Fenster mit gesprossten Oberlichtern, Satteldach. | 09247532 |
| Direkt Bild zu diesem Denkmal hochladen | Häusleranwesen bestehend aus Wohnstallhaus und zwei Scheunen | Oberer Seitenweg 4 (Karte)         | Um 1800 (Wohnstallhaus); um 1900 (Scheune)                                                                                             | Sehr gut erhaltenes dörfliches Ensemble von ortsbildprägender und baugeschichtlicher Bedeutung. - Wohnstallhaus: zweigeschossig, Erdgeschoss massiv, Stallteil und Aufteilung erhalten, ein zu großes Fenster, Fachwerkobergeschoss mit regelmäßiger Gliederung und Streben, eine Tür im Obergeschoss (vermutlich des Bergeraumes), Satteldach, Giebel verbrettert, an der hinteren Traufseite massiver Anbau, mit ehemaligem Waschhausanbau, Fachwerkdrempel (verkleidet), Satteldach - 1. Scheune: zweigeschossig, Fachwerk verbrettert, Satteldach - 2. Scheune: eingeschossig, mit Drempel, Satteldach, Fachwerk verbrettert - Kleines Wasserhaus: schlichter Zweckbau mit gefasster Quelle, überdachter Granittrog | 09247549 |
| Direkt Bild zu diesem Denkmal hochladen | Wohnstallhaus des ursprünglichen Erbgerichtshofes | Oberer Seitenweg 15 (Karte)        | Um 1800 | Breit gelagertes Fachwerkhaus von ortsgeschichtlicher und baugeschichtlicher Bedeutung. Zweigeschossig, längsrechteckiger Grundriss, Erdgeschoss massiv und verändert, verschiedene Umbauten, Tür- und Fensteröffnungen verändert, Fachwerkobergeschoss mit wenigen Streben, verändert, Satteldach an einer Seite mit einem Schopf, ein Giebel massiv, hintere Traufseite massiv mit wesentlich zu großen Fensteröffnungen, Haus hat nur noch ortsgeschichtlichen Wert als ehemaliges Erbgericht. | 09247530 |
| Direkt Bild zu diesem Denkmal hochladen | Häuslerhaus | Oberer Seitenweg 17 (Karte)        | Nach 1800 | Obergeschoss Fachwerk verbrettert, gut erhaltenes, bäuerliches Wohnhaus von baugeschichtlicher Bedeutung. Zweigeschossig, Erdgeschoss massiv, verputzt, flach geneigtes Satteldach, Stallteil nicht erhalten, Fensterteilung sowie Putz und Verbretterung in ursprünglichem Zustand, an der hinteren Traufseite eingeschossiger massiver Anbau mit Pultdach, keine Beeinträchtigung des äußeren Erscheinungsbildes. | 09247529 |
| Direkt Bild zu diesem Denkmal hochladen | Wohnstallhaus eines ehemaligen Bauernhofes | Oberer Seitenweg 26 (Karte)        | 1. Drittel 19. Jahrhundert | Gut erhaltenes Fachwerkhaus von baugeschichtlicher Bedeutung. Zweigeschossig, Erdgeschoss massiv, Stalltür nicht erhalten, verputzt, Bruchsteinmauerwerk, Obergeschoss Fachwerk, regelmäßiges Fachwerk mit Eckstreben, Satteldach, Seitengebäude des Bauernhofes nicht erhalten, das Grundstück heute geteilt, Wohnhaus im Wesentlichen unverändert erhalten. | 09247528 |
| Direkt Bild zu diesem Denkmal hochladen | Straßenbrücke über den Chemnitzbach | Unterer Seitenweg (Karte)          | Um 1800 | Zweibogige Steinbrücke mit Preller, baugeschichtlich von Bedeutung. Segmentbögen, Bruchstein, eckiger Strompreller stromaufwärts, flussabwärts kein Preller, zwischen den Flurstücken 101, 104, 102/103 und 109. | 09247554 |
| Direkt Bild zu diesem Denkmal hochladen | Häuslerhaus und Schuppen | Unterer Seitenweg 3 (Karte)        | Um 1800 (Häusleranwesen); um 1900 (Schuppen)                                                                                           | Wohnhaus Obergeschoss Fachwerk verbrettert, traditionelles ländliches Bauensemble in gutem Originalzustand (schlechter Bauzustand), baugeschichtlich von Bedeutung. - Häuslerhaus: zweigeschossig, Erdgeschoss Bruchstein verputzt, Fachwerkobergeschoss verbrettert, sehr kleine Fenster (Anordnung und Größe beibehalten), Satteldach; im Inneren Fensterlaibung mit flachem Korbbogen abschließend, Treppe zweiläufig (Holzstiege), Türen wahrscheinlich um 1920 verändert, kleiner Keller - Schuppen auf der gegenüber liegenden Straßenseite: eingeschossig, Fachwerk verbrettert, im Sockelgeschoss kleiner Stall, Satteldach, schmaler Bau | 09247541 |
| Direkt Bild zu diesem Denkmal hochladen | Häuslerhaus | Unterer Seitenweg 6 (Karte)        | Um 1850 | Obergeschoss Fachwerk, traditionelles Wohnstallhaus, leicht vereinfacht und verändert, baugeschichtlich von Bedeutung. Zweigeschossig, Erdgeschoss massiv, Bruchstein verputzt, der Stallbereich als Garage umgebaut, einfaches Fachwerk mit Eckstreben, im hinteren Bereich baulich verändert oder erweitert, flach geneigtes Satteldach, rückwärtige Anbauten ohne Denkmalwert. | 09247543 |
| Direkt Bild zu diesem Denkmal hochladen | Häuslerhaus | Unterer Seitenweg 16 (Karte)       | 1. Hälfte 19. Jahrhundert | Kleines traditionelles Fachwerkwohnhaus, baugeschichtlich von Bedeutung. Zweigeschossig, Erdgeschoss massiv, kein Stallteil erhalten, Fachwerkobergeschoss verbrettert, Satteldach, die Fenstergrößen und -anordnung beibehalten. | 09247544 |
| Direkt Bild zu diesem Denkmal hochladen | Ehemaliges Wohnstallhaus, heute Wohnhaus mit Scheune eines Bauernhofes                                                                                           | Unterer Seitenweg 26 (Karte)       | Um 1850 | Traditionelle ortsbildprägende ländliche Gebäude in gutem Originalzustand, baugeschichtlich von Bedeutung. Stall nicht mehr erhalten, als zweigeschossiger Massivbau um 1850 erbaut, um 1900 aufgestockt, so dass das Haus hangseitig dreigeschossig und auf der anderen Seite zweigeschossig ist, Erdgeschoss teilweise Kellergeschoss, massiver Bruchstein verputzt mit erhaltenen Natursteineinfassungen der Türen und Fenster, zweites Obergeschoss Fachwerk verbrettert und verkleidet, flachgeneigtes Satteldach mit dekorierten Pfetten und Sparrenköpfen. | 09247535 |
|                                         | Ehemalige Mühle (Wenzelmühle, ehemalige Schlossmühle) | Zur Schlossmühle 5 (Karte)         | Um 1880/1900 | Putzbau über U-förmigem Grundriss, ortshistorisch und industriegeschichtlich bemerkenswertes Bauwerk. Dreigeschossig mit Satteldach, am Giebel Inschrift „Herrmann Wenzel/Mühle – Dorfchemnitz“, ursprünglich winkelförmig, ein Flügel nachträglich angebaut, originale Fenstergewände, Fassade gegliedert durch Gurtgesimse zwischen jeder Etage, großes Holztor, mit segmentbogenförmigem Abschluss, schlichtes Türportal mit waagerechter Verdachung, Inschrifttafel nicht erhalten, zweiflügelige Haustür aus der Zeit um 1900, daneben Laden ebenfalls vermutlich um 1900, Fensterlaibungen im Inneren alle mit Segmentbogenabschluss. | 09247542 |

### Ehemaliges Denkmal (Dorfchemnitz)
| Bild                                    | Bezeichnung | Lage                   | Datierung | Beschreibung | ID       |
| --------------------------------------- | ----------- | ---------------------- | --------- | --- | -------- |
| Direkt Bild zu diesem Denkmal hochladen | Häuslerhaus | Hauptstraße 59 (Karte) | Um 1800   | Einfaches Fachwerkwohnhaus von baugeschichtlicher Bedeutung. Zweigeschossig, Erdgeschoss massiv und leicht verändert, Fachwerkobergeschoss mit Eckstreben, steiles Satteldach, Giebeldreieck verbrettert, Anbau ohne Denkmalwert, direkt an der Straße stehend, giebelständig, ohne wesentliche Veränderungen. Zwischen 2018 und 2020 abgerissen. | 09247546 |

## Voigtsdorf
| Bild                                    | Bezeichnung                                                                                            | Lage                            | Datierung                                                                      | Beschreibung | ID       |
| --------------------------------------- | --- | ------------------------------- | ------------------------------------------------------------------------------ | --- | -------- |
|                                         | Kirche mit Ausstattung, Kirchhof, Einfriedungsmauer, östliches älteres Leichenhäuschen und ein Grabmal | Am Kirchberg (Karte)            | 1864–1866 (Kirche); 1866 (Orgel); nach 1940 (Grabmal für W. S. Schlesier)      | Saalkirche mit Westturm im Rundbogenstil des 19. Jahrhunderts, baugeschichtlich und ortsgeschichtlich bedeutsames Denkmalensemble. - Kirche: auf Hügel gelegene Saalkirche im Rundbogenstil, streng gegliederter Putzbau mit geradem Chorabschluss, hoher viergeschossiger Westturm, Rundbogenportale und -fenster, im Saal Holzdecke, Empore an drei Seiten, Logen an Nord- und Südseite, Orgel von Gottfried Bärnig - Grabmal Siegfried Schlesier: Stele mit Nische, dort Porträtbüste vermutlich von Dresdner Künstler - Leichenhalle: kleiner quadratischer, verputzter Massivbau - Einfriedung: Bruchsteinmauer Kastanienallee (neun Kastanien) vor 2014 gefällt und durch Ahornbäume ersetzt. | 09247586 |
| Direkt Bild zu diesem Denkmal hochladen | Häuslerhaus                                                                                            | Am Kirchberg 1 (Karte)          | Um 1840, teilweise älter                                                       | Traditionelles, im Obergeschoss verbrettertes Fachwerkhaus von ortsbildprägender und baugeschichtlicher Bedeutung, in Kirchennähe stehend. Erdgeschoss massiv, massives Vorhaus, Fachwerkobergeschoss verbrettert, Satteldach, sehr kleine Fenster. Zweigeschossiges Häusleranwesen, ca. 1830/40 neu erbaut unter Einbeziehung eines älteren Dachstuhls, der ursprünglich Teil der auf diesem Grundstück stehenden Scheune war. Diese Scheune gehörte ehemals zur Kirchschule und wurde ca. 1840 verkauft. Nach dem Baubefund zu urteilen, riss der neue Eigentümer die Scheune ab und errichtete auf dem Grundstück ein neues Fachwerkhaus mit massivem Erdgeschoss, welches möglicherweise über einen Scheunen- und Stallteil verfügte (nicht eindeutig nachweisbar). Der Dachstuhl besteht aus drei Teilen, wobei der vermutlich ältere Abschnitt in der Mitte des Gebäudes angeordnet wurde. Dieser Dachstuhl könnte noch Teil der alten Scheune gewesen sein. Dies lässt sich urkundlich nicht belegen. Im Erdgeschoss wurde das Gebäude ringsum aus Bruchsteinen gefügt und verputzt. Auch das Fachwerk im Obergeschoss ist in sich homogen gefügt und erhielt zum besseren Wetterschutz eine Verbretterung. Eine historische Fotografie zeigt, dass es sich hierbei um ein einriegliges Fachwerk ohne Streben handelt. Erschlossen wird das Haus in der Mitte der Traufseite. An den Mittelflur schließt rechts die Stube an. Gegenüber dem Hauseingang im Flur befand sich die Küche, welche ursprünglich nicht durch eine Wand von diesem abgetrennt war. Rußspuren und die Anordnung der alten Esse bestätigen diese Annahme. An die Küche schloss seitlich ein Raum an, welcher wohl als Vorratsraum diente. Links des Flurs befinden sich heute im Erdgeschoss die Küche und das Bad. Ursprünglich könnten sich in diesem Bereich ein Stall und eine Remise befunden haben. Im Obergeschoss gibt es ebenfalls einen Mittelflur, an dem sich heute Stuben und Kammern anschließen. Auch hier deutet eine Trennwand im linken Hausteil darauf hin, dass Teile des Obergeschosses möglicherweise als Bergeräume genutzt wurden. Das Haus dokumentiert heute trotz leichter baulicher Veränderungen im Wesentlichen den Baubestand seiner Entstehungszeit im beginnenden 19. Jahrhundert. Damit wird es zum eindrucksvollen Zeugnis ländlichen Bauhandwerks sowie der Wohnverhältnisse der Häusler dieser Zeit, woraus sich der bau- und sozialgeschichtliche Wert des Hauses ableitet. | 09247584 |
| Direkt Bild zu diesem Denkmal hochladen | Wohnhaus, ehemalige Schule                                                                             | Am Kirchberg 2 (Karte)          | Um 1800                                                                        | Ortsgeschichtlich bemerkenswertes Fachwerkhaus von ortsbildprägender und baugeschichtlicher Bedeutung. Erdgeschoss massiv und verputzt in traditioneller Teilung, Obergeschoss: Fachwerk mit schlichtem Fachwerk und Eckstreben, regelmäßige Gliederung, teilweise massiv, Satteldach, guter Originalzustand städtebaulich wichtig, die älteste Schule des Dorfes befand sich im Obergeschoss, Giebel und Giebeldreieck verbrettert, Haus vermutlich traufseitig verlängert, rückwärtige Traufseite verbrettert. | 09247585 |
| Direkt Bild zu diesem Denkmal hochladen | Pfarrhaus und südwestlich angebautes Seitengebäude eines Pfarrhofes                                    | Am Kirchberg 3 (Karte)          | Bezeichnet mit 1793 (Pfarrhaus); um 1800 (Seitengebäude)                       | Beide Gebäude in Fachwerkbauweise, baugeschichtlich und ortsgeschichtlich bemerkenswertes Ensemble. - Pfarrhaus: regelmäßiges Fachwerk mit Eckstreben, Erdgeschoss massiv, Stichbogenportal mit Schlussstein bezeichnet mit „No. 143 repari...(unlesbar) Ao 1793“, sehr schöne zweiflügelige Haustür (Füllungstür mit gesprosstem Oberlicht) - Torhaus: im rechten Winkel angebaut, Giebel verkleidet, Fenstergewände ohne Dekoration und Verzierung, Satteldach - Rest der Einfriedungsmauer | 09247587 |
| Direkt Bild zu diesem Denkmal hochladen | Wohnstallhaus und Scheune eines Zweiseithofes                                                          | Dreihäuserweg 2 (Karte)         | Um 1800 (Wohnstallhaus); um 1900 (Scheune)                                     | Gut sichtbares und original erhaltenes bäuerliches Ensemble in Fachwerkbauweise, von städtebaulicher und baugeschichtlicher Bedeutung. Beide Gebäude in sehr gutem Originalzustand erhalten, bei der Einfahrt in den Ort gut sichtbar, daher ortsbildprägend und von baugeschichtlicher Bedeutung als traditionelle und gut erhaltene ländliche Wohn- und Wirtschaftsgebäude. - Wohnstallhaus: zweigeschossig, längsrechteckiger Grundriss, Erdgeschoss massiv, im Wohnbereich zu große Fenster und fehlende Fenstergewände, Türportal nicht erhalten dafür aber Stallteil, Fachwerkobergeschoss teilweise verbrettert mit Eckstreben und regelmäßiger Gliederung, die Fenster in der originalen Größe beibehalten, steiles Satteldach - Scheune: Erdgeschoss massiv, Fachwerkobergeschoss verbrettert, Giebeldreieck verbrettert, flach geneigtes Satteldach | 09247577 |
| Direkt Bild zu diesem Denkmal hochladen | Türportal des nördlichen Wohnhauses und nördlicher Torbogen des ehemaligen Erbgerichtes                | Erbgericht 1 (Karte)            | Bezeichnet mit 1800 (Türportal); um 1800 (Torbogen)                            | Ortsgeschichtlich von Bedeutung. Stichbogenportal verändert mit Schlussstein – dieser bezeichnet mit 1800, sowie Torbogen Bruchstein verputzt, alle anderen Häuser des Erbgerichtes sind komplett verändert und entstellend erneuert, in Häusern teilweise das Fachwerk massiv ersetzt, zu große Fenster, nicht vorbildgerecht modernisiert und/oder abgebrochen, vermutlich die einzigen historischen Reste sind das Tor und in Teilen das Türportal. | 09247591 |
| Direkt Bild zu diesem Denkmal hochladen | Wegesäule                                                                                              | Hauptstraße 1 (vor) (Karte)     | 1851                                                                           | Nicht mehr am Originalstandort stehend, von geschichtlicher Bedeutung. Versetzt vom ursprünglichen Standort an den heutigen Standort, Inschriften u. a. „Nach Voigtsdorf 1851“ und „Nach Friedebach 3/4 Stunde“ sowie „Fußweg nach Sayda, nach Dorfchemnitz“ mit den jeweiligen Stundenangaben. | 09247575 |
| Direkt Bild zu diesem Denkmal hochladen | Wohnstallhaus eines ehemaligen Bauernhofes                                                             | Hauptstraße 2 (Karte)           | Um 1800                                                                        | Traditioneller ortsbildprägender Fachwerkbau in gutem Originalzustand, baugeschichtlich von Bedeutung. Zweigeschossig, Erdgeschoss massiv, statt Stalltür Garageneinbau (aber nicht entstellend), Fachwerkobergeschoss, Eckstreben, regelmäßiges Fachwerk, Satteldach, der Erdgeschossteil besonders im Wohnbereich durch einen sehr schönen Kellenputz und Fenstergewände in gutem Originalzustand erhalten, das Haus erhöht stehend am Ortseingang, daher ortsbildprägend und baugeschichtlicher Wert. | 09247574 |
| Direkt Bild zu diesem Denkmal hochladen | Alte Mühle                                                                                             | Hauptstraße 4 (Karte)           | Um 1800                                                                        | Heute Gaststätte und Pension Alte Mühle, traditionelles Fachwerkhaus in gutem Originalzustand, von städtebaulicher und baugeschichtlicher Bedeutung. Erdgeschoss massiv, Stallteil heute nicht mehr erhalten, Fachwerkobergeschoss regelmäßig mit Eckstreben, die Fenstergrößen annähernd beibehalten, Satteldach, heute mit einer großen, hechtartigen Schleppgaube, die nachträglich aufgebracht wurde, Giebel mit neuen Schindeln in traditioneller Gestaltung, nachträgliche Anbauten ohne Denkmalwert. | 09247576 |
| Direkt Bild zu diesem Denkmal hochladen | Nördliches Wohnstallhaus eines Dreiseithofes sowie Brunnenhaus                                         | Hauptstraße 8 (Karte)           | 1. Drittel 19. Jahrhundert                                                     | Gut erhaltenes bäuerliches Ensemble, Brunnenhaus nördlich des Wohnstallhauses stehend, von baugeschichtlichem und städtebaulichem Wert. Das Ensemble gut sichtbar von der Dorfstraße, traditionelle Bauweise, Brunnenhäuschen erhalten. - Wohnstallhaus: langgestreckt, Erdgeschoss massiv, Fachwerkobergeschoss regelmäßig mit Eckstreben, Giebel verkleidet, flach geneigtes Satteldach - Brunnenhaus: massiver Bruchsteinsockel, Fachwerk verbrettert, Satteldach, sehr niedriges kleines Häuschen, im Inneren ein Born (Trog mit gefasster Quelle) | 09247578 |
| Direkt Bild zu diesem Denkmal hochladen | Wohnstallhaus eines Bauernhofes und Kastanienallee zum Hof                                             | Hauptstraße 21 (Karte)          | Nach 1800                                                                      | Traditioneller Fachwerkbau, leicht verändert, baugeschichtlich straßenbildprägend von Bedeutung. - Erdgeschoss massiv verputzt, langgestreckter Bau, statt Stallteil Garageneinbau, Fachwerkobergeschoss, sparsames Fachwerk mit Eckstreben, teilweise verbrettert, Fachwerk zum Teil aufgebrettert, Krüppelwalmdach, auf Grund verschiedener Bauveränderungen geringer Denkmalwert - Kastanienallee bestehend aus acht Kastanien | 09247580 |
| Direkt Bild zu diesem Denkmal hochladen | Häuslerhaus                                                                                            | Hauptstraße 25 (Karte)          | Vor 1800                                                                       | Traditionelles verbrettertes Fachwerkhaus von baugeschichtlicher Bedeutung. Erdgeschoss massiv, ein Giebel massiv, Fachwerkobergeschoss, im ehemaligen Stallbereich ein zu großes Fenster, Stalltür nicht erhalten, Fachwerkobergeschoss verbrettert, sehr kleine Fenster in der Originalgröße, Giebeldreieck verbrettert, Satteldach mit Schieferdeckung, unmittelbar an der Straße stehend, daher das Straßenbild maßgeblich prägend, von baugeschichtlicher- und ortsbildprägender Bedeutung. | 09247582 |
| Direkt Bild zu diesem Denkmal hochladen | Westliches Wohnstallhaus und nördliches Seitengebäude eines Dreiseithofes                              | Hauptstraße 38 (Karte)          | Bezeichnet mit 1869 (Wohnstallhaus); 2. Hälfte 19. Jahrhundert (Seitengebäude) | Traditionelles ländliches Bauensemble in Fachwerkbauweise von städtebaulichem und baugeschichtlichem Wert, in gutem Originalzustand. - Wohnhaus: Erdgeschoss massiv, verputzt, Türstock mit Bezeichnung „1869 E.F.W.“, Stalltür verbreitert zu Tor, Fachwerkobergeschoss mit regelmäßigem Fachwerk, leicht verbreiterten Fenstern, verbrettert bzw. verkleidet, Satteldach leicht geschweift, gut erhaltenes Haus, giebelständig zur Straße stehend, das Ortsbild prägend - Seitengebäude: Erdgeschoss massiv, Fachwerkobergeschoss regelmäßig, relativ einfach, das Erdgeschoss durch zwei große Tore verändert, Drempelgeschoss, flach geneigtes Satteldach | 09247583 |
| Direkt Bild zu diesem Denkmal hochladen | Westliches Wohnstallhaus, südliches Seitengebäude und östliche Scheune eines Dreiseithofes             | Hauptstraße 57 (Karte)          | Um 1800 (Wohnstallhaus); 2. Hälfte 19. Jahrhundert (Scheune)                   | Wohnstallhaus Obergeschoss Fachwerk, traditionelle Wohn- und Wirtschaftsgebäude, von ortsbildprägender und baugeschichtlicher Bedeutung. - Wohnstallhaus: Erdgeschoss massiv, verputzt, Fachwerkobergeschoss mit einfachem regelmäßigem Fachwerk, teilweise heute restauriert, Satteldach, schlichtes Haus aus der Zeit um 1800 - Scheune: zweigeschossig, Bruchsteinsockel, Fachwerk verbrettert, Satteldach - Seitengebäude: an hinterer Hofseite, den Hof zum Feld abschließend, Bruchsteinmauerwerk im Erdgeschoss, Ziegelmauerwerk im Obergeschoss, vermutlich dort ursprünglich Fachwerk, Satteldach | 09247590 |
| Direkt Bild zu diesem Denkmal hochladen | Häusleranwesen                                                                                         | Hauptstraße 72 (Karte)          | Um 1850                                                                        | Zeittypischer Putzbau in gutem Originalzustand von städtebaulichem und baugeschichtlichem Wert. Zweigeschossiger Massivbau verputzt mit Fenstergewänden, Türportal nur noch am Stall erhalten, dort Brettertür, Satteldach, Giebeldreieck verschiefert, Dach ebenfalls Schieferdeckung, traditioneller Bau aus der Zeit um 1850, traufständig zur Straße stehend, in der ursprünglichen Gliederung, die Stallfenster alle noch erhalten, nur ein Fenster an der Giebelseite zu DDR-Zeiten verändert, Beispiel für die Massivbauweise in der Mitte des 19. Jahrhunderts. | 09247592 |
| Direkt Bild zu diesem Denkmal hochladen | Westliches Wohnstallhaus und südliche Scheune eines Bauernhofes                                        | Hauptstraße 82 (Karte)          | Um 1800 (Wohnstallhaus); um 1860 (Scheune)                                     | Traditionelles ländliches Bauensemble in Fachwerkbauweise, baugeschichtlich und ortsgeschichtlich von Bedeutung. - Wohnstallhaus Fachwerkobergeschoss, Erdgeschoss massiv verputzt, das Fachwerkobergeschoss an der einen Giebelseite massiv ersetzt, einfaches Fachwerk, Türstock erhalten, relativ steiles Satteldach, Giebel verschindelt - Scheune: Sockel Bruchstein verputzt, eingeschossig, Fachwerk verbrettert, mit Drempel und Satteldach | 09247593 |
| Direkt Bild zu diesem Denkmal hochladen | Wohnstallhaus mit angebautem Seitengebäude                                                             | Hauptstraße 85 (Karte)          | Um 1800 (Wohnstallhaus); nach 1800 (Seitengebäude)                             | Traditionelles ländliches Ensemble in Fachwerkbauweise und gutem Originalzustand, baugeschichtlich von Bedeutung. - Erdgeschoss: Bruchstein massiv verputzt mit erhaltenen Fenster- und Türgewänden, sehr schöne Tür mit aufgesetzten Romben, Stalltür-Brettertür, Stallfenster erhalten, Fachwerkobergeschoss: mit traditioneller Verbretterung, der Giebel teilweise noch verschiefert, Satteldach leicht geschweift, ursprünglich mit Ornamentverschieferung, Reste der alten Fenster erhalten - Stallgebäude: Erdgeschoss Bruchstein, Stallfenster, Fachwerkobergeschoss verbrettert, Satteldach, sehr kleines Gebäude, an Wohnhaus angebaut | 09247595 |
| Direkt Bild zu diesem Denkmal hochladen | Häuslerhaus                                                                                            | Hauptstraße 86 (Karte)          | Um 1800                                                                        | Traditionelles verbrettertes Fachwerkwohnhaus, sehr schlicht, von baugeschichtlichem und städtebaulichem Wert. Erdgeschoss massiv, sehr einfach, ohne Stallteil, die Fenstergewände noch vermutlich erhalten, Fachwerkobergeschoss verbrettert, kleine Fenster, wahrscheinlich aus den 1920er Jahren mit sprossengeteilten Oberlichtern, Satteldach, traufständig an der Straße stehend. | 09247594 |
| Direkt Bild zu diesem Denkmal hochladen | Häuslerhaus                                                                                            | Hauptstraße 106 (Karte)         | Um 1850                                                                        | Gut erhaltenes Wohnstallhaus mit Fachwerkobergeschoss, leicht verändert, von städtebaulichem und baugeschichtlichem Wert. Erdgeschoss massiv, Bruchstein verputzt mit erhaltenen Fenster- und Türgewänden, die Stalltür ebenfalls erhalten ebenso die Stallfenster in ihrer Größe, die Haustür erneuert, die Stalltür als Brettertür ausgebildet, Fachwerkobergeschoss verbrettert, ein Giebel massiv mit zu großen Fenstern, Giebeldreieck verkleidet, flach geneigtes Satteldach. Denkmalwert: vorwiegend städtebaulicher Wert auf Grund der unmittelbaren Straßenlage und baugeschichtlicher Wert als traditioneller Fachwerkbau, mit Ausnahme der einen Giebelseite das Gebäude unverändert erhalten. | 09247596 |
| Direkt Bild zu diesem Denkmal hochladen | Nördliches Wohnstallhaus eines ehemaligen Bauernhofes                                                  | Hauptstraße 108 (Karte)         | Um 1800                                                                        | Traditioneller Fachwerkbau von baugeschichtlichem Wert. Erdgeschoss massiv, Fachwerkobergeschoss verbrettert, Satteldach, Stall mit geteilter Tür, am Wohnteil das Türportal entfernt, auch die originale Haustür nicht mehr erhalten, schlichter sachlicher Bau, zeittypische Bauweise, baugeschichtlicher Wert. Stallbereich durch einen massiven, eingeschossigen Anbau erweitert. | 09247573 |
| Direkt Bild zu diesem Denkmal hochladen | Westliches Wohnstallhaus und südliche Scheune eines Dreiseithofes                                      | Hauptstraße 120 (Karte)         | Nach 1800 (Wohnstallhaus); um 1900 (Scheune)                                   | Traditionelles ländliches Bauensemble in Fachwerkbauweise, von baugeschichtlichem Wert. - Wohnstallhaus: Erdgeschoss massiv, Stallteil umgebaut, massiver Vorbau, Fachwerkobergeschoss verkleidet bzw. verbrettert, flach geneigtes Satteldach - Scheune: zweigeschossig, Fachwerk verbrettert, im Erdgeschossbereich teilweise massiv mit Holzbrettertür, flach geneigtes Satteldach, Beispiele ländlichen Bauens im 19. Jahrhundert | 09247572 |
| Direkt Bild zu diesem Denkmal hochladen | Häusleranwesen                                                                                         | Hauptstraße 148 (neben) (Karte) | Vor 1800                                                                       | Traditionelles Wohnstallhaus mit verbrettertem Fachwerkobergeschoss in sehr gutem Originalzustand, baugeschichtlich von Bedeutung. - Häuslerhaus: zweigeschossig, Erdgeschoss massiv, zweiflügelige Holzbrettertür am Stall, einflügelige Haustür nach 1900, Winterfenster mit Sprossenteilung, kleine Fenster neben dem Hauseingang, Fachwerkobergeschoss verbrettert mit kleinen sprossengeteilten zweiflügeligen Fenstern, Satteldach - Scheunenteil: Fachwerk verbrettert mit großem Schiebetor - Denkmalwert: baugeschichtlicher und städtebaulicher Wert auf Grund der Straßenlage | 09247571 |
| Direkt Bild zu diesem Denkmal hochladen | Scheune eines ehemaligen Zweiseithofes                                                                 | Hauptstraße 154 (Karte)         | Bezeichnet mit 1833                                                            | Verbretterte Fachwerkkonstruktion, baugeschichtlich von Bedeutung. zweigeschossig, Fachwerk verbrettert, mit flach geneigtem Satteldach. Wohnstallhaus mit Anbau (zwischen 2017 und 2022 von der Denkmalliste gestrichen): Erdgeschoss massiv, Bruchstein verputzt, im Wesentlichen in seiner Gliederung erhalten, auf der Hausrückseite zu große Stallfenster – Betonfenster nach 1945, Fachwerkobergeschoss verkleidet bzw. verbrettert, ein Giebel und eine Traufseite massiv, winkelförmiger zweigeschossiger Anbau in gleicher Konstruktionsweise mit Satteldach, das Wohnstallhaus ebenfalls mit steilem Satteldach und Schieferdeckung, an der Traufseite im Obergeschoss eine Ladeluke, ebenso an der Giebelseite eine Ladeluke. | 09247597 |
| Direkt Bild zu diesem Denkmal hochladen | Wohnstallhaus eines Bauernhofes                                                                        | Hauptstraße 160 (Karte)         | Um 1800                                                                        | Gut erhaltenes Fachwerkhaus von baugeschichtlichem und städtebaulichem Wert. Zweigeschossig, Erdgeschoss massiv mit kleinem hölzernen Vorhaus, Brettertür als Stalltür, kleines Flurfenster neben dem Hauseingang, Obergeschoss: regelmäßiges Fachwerk mit Eckstreben, Tür im Obergeschoss, Satteldach, Giebel verbrettert, vor dem Haus kleiner Wassertrog sowie Granitplattenbelag, auf der hinteren Traufseite zweigeschossiger Anbau, im Erdgeschoss massiv, im Obergeschoss Fachwerk mit Pultdach, trotzdem die Proportionen des Gebäudes mit Fenstereinteilung und Größe eingehalten, guter Originalzustand, baugeschichtlicher Wert. | 09247570 |
| Direkt Bild zu diesem Denkmal hochladen | Neues (nördliches) Wohnstallhaus                                                                       | Ölmühlenweg 2 (Karte)           | Bezeichnet mit 1866                                                            | Gut erhaltener ländlicher Bau, von baugeschichtlichem und ortsbildprägendem Wert. Bezeichnet mit „1866 CAM“, Erdgeschoss massiv, Fachwerkobergeschoss verkleidet bzw. verbrettert, Krüppelwalmdach, zeittypisch, leicht modernisiertes Haus, ebenfalls von baugeschichtlichem und ortsbildprägendem Wert. Ehemaliges Wohnstallhaus (heute Seitengebäude) zwischen 2018 und 2020 abgerissen. Durch Alter und Originalität von besonderer bauhistorischer Bedeutung: - innen: erhaltene Bretterdecke im ehemaligen Stubenbereich, hinterer Flurbereich stark rußig, Hinweis auf ehemaligen Küchenbereich mit offener Esse - Obergeschoss: Reste des Kammerganges, die ursprüngliche Raumeinteilung gut erkennbar, Holzverbindungen teilweise mit Aufblattungen - Dachgeschoss: Kehlbalkendach mit Hahnebalken und Kehlbalken sowie mittig angeordnetem kräftigem Windverband mit aufgeblatteten, sich kreuzenden Streben, ungewöhnliche Treppe mit Blockstufen zwischen Obergeschoss und Dachgeschoss, Fußboden im Eingangsbereich mit Stampflehm, im Flurbereich noch die Öffnung vom ehemaligen Backofen erkennbar - außen: Erdgeschoss massiv unterfahren, Bruchstein verputzt, im Stubenbereich einfache Fenstergewände, ursprünglich vermutlich Umgebindehaus mit Blockstube, Fachwerkobergeschoss mit Fußstreben – vermutlich aufgeblattet, kleine Fenster – vermutlich noch Schiebefenster, Fachwerk verbrettert, der Giebel ebenfalls verbrettert, steiles Satteldach, an der hinteren Traufseite kleine Dachladeluke | 09247581 |
| Direkt Bild zu diesem Denkmal hochladen | Südwestliches Wohnstallhaus und nordwestliche Scheune eines Zweiseithofes                              | Zethauer Straße 3 (Karte)       | Bezeichnet mit 1876 (Wohnstallhaus); Ende 19. Jahrhundert (Scheune)            | Geschichtliches landschaftstypisches ländliches Bauensemble in Fachwerkbauweise, baugeschichtlich und ortsbildprägend von Bedeutung. - Wohnstallhaus: gedrungener Bau, Erdgeschoss massiv und verputzt, Fenstergewände und einfache Türgewände bezeichnet mit „18 GB 76“, Stalltür durch Garagentor ersetzt, Fachwerkobergeschoss mit Eckstreben, regelmäßig gegliedert mit schlichten Rechteckfenstern, heute zweiflügelig, Satteldach, Schieferdeckung, Ladeluke in der Mitte der Traufseite mit Zugvorrichtung, gut erhaltener Bau, zeittypisch, von baugeschichtlichem Wert - Scheune: eingeschossig, Bruchsteinsockel, Fachwerk verbrettert, zwei große Holztore zur Hofseite, Satteldach mit Schiefern, Zugvorrichtung an Ladeluke im Dachgeschoss, sehr schönes ländliches Ensemble in der Nähe der Kirche in gutem Originalzustand | 09247588 |

### Ehemaliges Denkmal (Voigtsdorf)
| Bild                                    | Bezeichnung    | Lage                  | Datierung | Beschreibung | ID       |
| --------------------------------------- | -------------- | --------------------- | --------- | --- | -------- |
| Direkt Bild zu diesem Denkmal hochladen | Kellerhäuschen | Hauptstraße 9 (Karte) | Um 1900   | Sozialgeschichtlich von Bedeutung. - Wohnhaus: Erdgeschoss massiv, Fachwerkobergeschoss mit sehr kleinen zweiflügeligen und sprossengeteilten Fenstern, Fachwerk verbrettert, Erdgeschoss massiv, Stalltür nicht erhalten, Wohnstubenfenster zu groß, der Giebel des Hauses mit schöner Zierverschindelung, steiles Satteldach (Abbruch) - neben dem Haus stehend Kellerhaus: Erdgeschoss massiv, Fachwerkobergeschoss verbrettert, mit flach geneigtem Satteldach, Holzdachrinne, Leergespärre am Satteldach Zwischen 2017 und 2022 aus der Denkmalliste gestrichen. | 09247579 |

## Wolfsgrund
| Bild                                    | Bezeichnung                                                           | Lage                          | Datierung                                                                      | Beschreibung | ID       |
| --------------------------------------- | --------------------------------------------------------------------- | ----------------------------- | ------------------------------------------------------------------------------ | --- | -------- |
| Direkt Bild zu diesem Denkmal hochladen | Brücke über den Chemnitzbach                                          | (Flurstück 883g) (Karte)      | 1836/1839                                                                      | Original erhaltene verputzte Bruchsteinbrücke mit Brüstung, baugeschichtlich von Bedeutung | 09247568 |
| Direkt Bild zu diesem Denkmal hochladen | Denkmalschutzgebiet Ortslage Wolfsgrund                               | (Ortslage Wolfsgrund) (Karte) |                                                                                | Denkmalschutzgebiet Ortslage Wolfsgrund | 09247567 |
| Direkt Bild zu diesem Denkmal hochladen | Wohnstallhaus, zwei Scheunen und kleines Kellerhaus eines Bauernhofes | Wolfsgrund 6 (Karte)          | Um 1800 (Wohnstallhaus); um 1900 (Scheune); nach 1900 (Scheune und Kellerhaus) | Landschaftlich idyllisch gelegenes dörfliches Ensemble in gutem Originalzustand, von baugeschichtlicher und sozialgeschichtlicher Bedeutung. - Wohnstallhaus: Erdgeschoss massiv, Bruchstein verputzt, Tür und Fenster durch Faschen farblich abgesetzt, kleine zweiflügelige Fenster sowie Winterfenster, neben der Haustür kleines Fenster zum Flur, zweiflügelig, daneben Stalltür (als einfache Brettertür ausgebildet), Fachwerkobergeschoss teilweise an beiden Traufseiten erhalten, beide Giebel massiv, das Fachwerk verbrettert, über der Eingangstür Tür im Obergeschoss, diese erneuert, ansonsten zweiflügelige Fenster aus der Zeit um 1900, Satteldach, an der rechten Giebelseite massiver Anbau im Erdgeschoss, segmentbogenförmiges zweiflügeliges Tor der Remise zum Einstellen von Landmaschinen, darüber Bergeraum ebenfalls mit Tür, an der hinteren Traufseite Wasserhausanbau aus Bruchsteinen, das Haus im Wesentlichen original erhalten - Scheunen: eine Scheune eingeschossig verbrettert mit flach geneigtem Satteldach auf massiven Stützen stehend, vermutlich nach 1900, zweite Scheune eingeschossig mit Drempel, Fachwerk verbrettert, Satteldach, um 1900 - Kellerhaus: Erdgeschoss Bruchstein mit rundbogiger Tür, darüber Fachwerkaufsatz eingeschossig, flach geneigtes Satteldach Das Ensemble gut erhalten, in der Bachaue liegend, einer der wenigen im Wolfsgrund unmittelbar am Bach liegenden Gebäudekomplexe. | 09247564 |
| Direkt Bild zu diesem Denkmal hochladen | Wohnstallhaus, Torbogen und Scheune eines Zweiseithofes               | Wolfsgrund 8 (Karte)          | Um 1800 (Wohnstallhaus); um 1900 (Scheune)                                     | Landschaftstypische Wohn- und Wirtschaftsgebäude von städtebaulichem und baugeschichtlichem Wert. - Wohnstallhaus: am Türstock bezeichnet mit „A.B. 1918“ sowie „1926 BF.“ (beides Umbaumaßnahmen), Erdgeschoss massiv, Fenster und Türgewände vollständig erhalten, im Stallbereich Garageneinbau mit nicht originalgetreuer Garagentür, Fachwerkobergeschoss regelmäßig mit Eckstreben, Satteldach, gut erneuert - Torbogen: mit Segmentbogen, zwei Holztore - Scheune: Heuaufzug, Fachwerk, eingeschossig, mit Verbretterung, Satteldach Gut erhaltenes, ländliches Objekt, weithin sichtbar, in sehr gutem Originalzustand. | 09247563 |
| Direkt Bild zu diesem Denkmal hochladen | Wohnstallhaus eines Bauernhofes                                       | Wolfsgrund 16 (Karte)         | 2. Hälfte 18. Jahrhundert                                                      | Gut erhaltenes Fachwerkhaus, baugeschichtlich von Bedeutung. Zweigeschossig, längsrechteckiger Grundriss, Erdgeschoss massiv mit Fenstergewänden, Türvorbau massiv ohne Denkmalwert, Fachwerkobergeschoss verbrettert, an der Giebelseite und der hinteren Traufseite kleine gleichmäßig angeordnete Rechteckfenster, noch in der alten Gliederung mit Oberlicht, zweiflügelig und Sprossenteilung, vordere Traufseite mit zu großen, fast quadratischen Fenstern, Giebeldreieck mit kleiner Bergetür, zweiachsig, zweiflügelig sprossengeteilte Fenster, steiles Satteldach, an der hinteren Traufseite zweigeschossiger Anbau mit Pultdach ohne Denkmalwert, bildet aber keine Beeinträchtigung, an der Giebelseite und Hausrückseite sehr schöne ursprüngliche Verbretterung, vordere Traufseite im Stallbereich Garageneinbau. | 09247565 |

## Tabellenlegende
- Bild: Bild des Kulturdenkmals, ggf. zusätzlich mit einem Link zu weiteren Fotos des Kulturdenkmals im Medienarchiv Wikimedia Commons. Wenn man auf das Kamerasymbol klickt, können Fotos zu Kulturdenkmalen aus dieser Liste hochgeladen werden:
- Bezeichnung: Denkmalgeschützte Objekte und ggf. Bauwerksname des Kulturdenkmals
- Lage: Straßenname und Hausnummer oder Flurstücknummer des Kulturdenkmals. Die Grundsortierung der Liste erfolgt nach dieser Adresse. Der Link (Karte) führt zu verschiedenen Kartendiensten mit der Position des Kulturdenkmals. Fehlt dieser Link, wurden die Koordinaten noch nicht eingetragen. Sind diese bekannt, können sie über ein Tool mit einer Kartenansicht einfach nachgetragen werden. In dieser Kartenansicht sind Kulturdenkmale ohne Koordinaten mit einem roten bzw. orangen Marker dargestellt und können durch Verschieben auf die richtige Position in der Karte mit Koordinaten versehen werden. Kulturdenkmale ohne Bild sind an einem blauen bzw. roten Marker erkennbar.
- Datierung: Baubeginn, Fertigstellung, Datum der Erstnennung oder grobe zeitliche Einordnung entsprechend des Eintrags in der sächsischen Denkmaldatenbank
- Beschreibung: Kurzcharakteristik des Kulturdenkmals entsprechend des Eintrags in der sächsischen Denkmaldatenbank, ggf. ergänzt durch die dort nur selten veröffentlichten Erfassungstexte oder zusätzliche Informationen
- ID: Vom Landesamt für Denkmalpflege Sachsen vergebene, das Kulturdenkmal eindeutig identifizierende Objekt-Nummer. Der Link führt zum PDF-Denkmaldokument des Landesamtes für Denkmalpflege Sachsen. Bei ehemaligen Kulturdenkmalen können die Objektnummern unbekannt sein und deshalb fehlen bzw. die Links von aus der Datenbank entfernten Objektnummern ins Leere führen. Ein ggf. vorhandenes Icon  führt zu den Angaben des Kulturdenkmals bei Wikidata.